# Obscuriphantes pseudoobscurus
Obscuriphantes pseudoobscurus is een spinnensoort in de taxonomische indeling van de hangmatspinnen (Linyphiidae).
Het dier behoort tot het geslacht Obscuriphantes. De wetenschappelijke naam van de soort werd voor het eerst geldig gepubliceerd in 1996 door Yuri M. Marusik, Heikki Hippa & Koponen.